# Das Jüngste Gericht findet nicht statt
Das Jüngste Gericht findet nicht statt (Originaltitel: Il giudizio universale) ist eine italienisch-französische Filmsatire von Vittorio De Sica aus dem Jahr 1961. Deutsche Erstaufführung war am 28. September 1962.

## Inhalt
Vom Himmel her scheint die Stimme zu kommen, die den Leuten von Neapel sagt, es sei bald vorbei: Der Tag des Jüngsten Gerichtes sei gekommen und die Menschen würden nach ihren Taten beurteilt. Die gesamte Bevölkerung reagiert in verschiedener Weise: manche versuchen, Konflikte ins Reine zu bringen, andere, den Sinn des Lebens zu finden. Einige verfluchen sich selbst, weil sie ihre Fehler erkennen, wieder andere geloben Besserung, falls sie noch einmal davonkommen sollten. Als der angekündigte Zeitpunkt ereignislos verstreicht, fallen alle in ihre gewohnten Verhaltensmuster zurück.

## Kritik
Hahn/Jansen und Stresau halten den Film für „in seiner Episodenhaftigkeit nicht unwitzig gemacht“; Ulrich Gregor schreibt in seiner Geschichte des Films ab 1960 über die „satirische Kritik am religiösen Massenwahn“, und das Lexikon des internationalen Films urteilt etwas ausführlicher: „Mal ernst, mal grotesk, bald sozialkritisch, bald (pseudo)religiös, fast immer aber banal und naiv: ein Konglomerat unterschiedlich treffsicherer Episoden eines talentierten Regisseurs, der seine eigenen Filme wie die seiner Kollegen weniger parodiert als imitiert.“
Die italienische Kritik war beißender, so z. B. Mymovies: „Die Ideen sind da, und die Ausführung ist nicht schlecht, aber alles wird von einer moralischen Soße zugeschüttet, besonders am in Farbe gedrehten Ende des Filmes, das enttäuschend und unbefriedigend ausfällt. Ein ärgerlich stimmender Film“.